# Cell Broadband Engine
Cell é o nome para uma arquitetura de microprocessador desenvolvida em conjunto pela Sony, Toshiba e IBM, numa aliança conhecida como "STI". Do projeto da arquitetura até a primeira implementação foram gastos quatro anos, começando em Março de 2001, num custo estimado pela IBM de 400 milhões de USD.

## Arquitetura
O Cell pode ter diversas configurações, sendo a mais comum delas composta de um PPE ("Power Processor Element"), e múltiplos SPEs ("Synergistic Processing Elements"). O PPE é ligado aos SPEs através de um barramento interno de alta velocidade conhecido como EIB ("Element Interconnect Bus"). O Cell é optimizado para computação de ponto flutuante único, devido às suas aplicações. As SPEs são capazes de realizar computações de ponto flutuante duplo, todavia com certa perda em desempenho. De futuros processadores com a arquitetura Cell espera-se uma melhora no desempenho das SPEs no que diz respeito a computação de duplo ponto flutuante.
A arquitetura Cell foi concebida com um modular e extensivel sistema onde vários subsistemas,cada um com um IBM 64-bit Power Architecture,nucleos e Spus inscritos que podem formar um sistema de multiprocessador simetrico.
A primeira implementação do Cell,pode ter sido usada para construir um sistema de nodo unico. ou de nodo duplo com ate 2 Power Architecture Cores, e 16 Spus sem logica cola.Sistemas maiores podem ser integrados utilizando um a arquitetura de troca.
- PPE (Power Processor Element) — É um núcleo de processamento de múltipla linha de execução, o qual atua controlando os SPEs. O PPE pode trabalhar com sistemas operacionais convencionais devido à sua similaridade a outros processadores PowerPC 64-bits. Os SPEs, no entanto, foram projetados para a execução de código de ponto flutuante vetorizado.

- SPE (Synergistic Processing Element) – Cada SPE é composto do SPU ("Synergistic Processing Unit") e um controlador de fluxo de memória. O SPE é um processador RISC com uma organização SIMD de 128 bits.

- EIB (Element Interconnect Bus) – É o barreamento de comunicação interno na arquitetura Cell a qual conecta os diversos elementos do circuito integrado: o PPE, os SPEs, o controlador de memória MIC, etc.

## Aplicações do Cell
A primeira das grandes aplicações comerciais do Cell foi no console de videogame da Sony, o Playstation 3. A empresa Toshiba anunciou que incorporará o Cell em televisores de alta definição. O supercomputador Roadrunner, construído pela IBM no Laboratório Nacional de Los Alamos (Novo México, Estados Unidos da América), trabalha com 19.440 CPUs, 12.960 das quais são processadores PowerXCell 8i, os quais utilizam a arquitetura em questão.

## Cell Chip
As primeiras implementações Cell tem mostrado industria-liderança frequência e desempenho.
Algumas estatisticas Cell:
Observando velocidade de clock: Uma ampla gama de frequências de operações são suportados para otimizar frequência e rendimento.
Pico de desempenho (Precisão Simples): Maior que 256 GFlops.
Pico de desempenho (Precisão Dupla): Maior que 26 GFlops.
Tamanho de armazenamento local por SPU: 256KB.
Área: 221 mm².
Tecnologia de 90nm(nos primeiros modelos) 65nm(nos modelos "core") e 45nm(no PS3 Slim SOI
Número total de transistores: 234M.